# Убийство Рейшарда Брукса
Рейшард Брукс (англ. Rayshard Brooks, Рэйшард Брукс, Райшард Брукс) — 27-летний афроамериканец, застреленный 12 июня 2020 года в Атланте (штат Джорджия, США) у ресторана Wendy's белым полицейским. Позже обвинения против полицейского были сняты прокуратурой.

### Предыстория
27-летний афроамериканец Рейшард Брукс проживал в Атланте, работал в ресторане. Был женат в течение восьми лет и имел трёх дочерей и пасынка.

### Ход событий
В пятницу, 12 июня, около 22:40 по местному времени Брукс припарковал машину у ресторана Wendy's и стал в ней ждать очереди, чтобы сделать заказ, не выходя из машины. В машине Брукс, будучи пьяным, заснул. Прибывшие через 40 минут сотрудники полиции попросили Брукса припарковать мешавшую проезду машину по правилам, после чего Брукс прошёл проверку на алкотестере, подтвердившую нахождение Брукса в состоянии алкогольного опьянения. Брукс стал сопротивляться аресту, после чего один из полицейских достал тазер. Брукс выхватил его и попытался применить против одного из сотрудников полиции, после чего начал бежать. Полицейские открыли огонь, трижды выстрелив в Брукса. Брукс, получивший два огнестрельных ранения в спину, после госпитализации скончался от потери крови и повреждения внутренних органов. По заключению судмедэкспертов Фултона, смерть была насильственной.

### Реакции
Видео инцидента широко транслировалось и просматривалось в интернете. На следующий день после убийства протестующие сожгли ресторан Wendy's, у которого произошёл инцидент, и несколько автомобилей. Для разгона протестующих полиция применила слезоточивый газ.
Начальник полиции Атланты Эрика Шилдс подала в отставку 13 июня, заявив, что хочет помочь восстановить доверие в обществе.
Гаррет Ролф, стрелявший в Брукса, был уволен из полиции города. Полицейский Девин Бронсон, также участвовавший в задержании Брукса, отстранён от оперативной работы.
Прокурор округа Фултон Пол Говард заявил, что смерть Рейшарда Брукса представляется необоснованной, а насилие со стороны полиции — излишним.
Событие произошло на фоне антирасистских протестов в США, прошедших после гибели Джорджа Флойда при его задержании полицией.
Президент США Дональд Трамп назвал ситуацию с гибелью Рейшарда Брукса «ужасной», пообещав подписать 16 июня указ о реформе полиции.

### Последствия
17 июня Гаррету Ролфу предъявили обвинение в умышленном убийстве и ещё 10 обвинений. Девину Бронсону было предъявлено 3 обвинения. 23 августа 2022 года прокуратура объявила о снятии всех обвинений против обоих полицейских. Специальный прокурор заявил, что «исходя из фактов и обстоятельств, с которыми столкнулись офицер Ролф и офицер Броснан в этом деле, я пришёл к выводу, что применение смертоносной силы было объективно обоснованным, и что они не действовали с преступным умыслом».
5 мая 2021 года увольнение Ролфа было отменено, и он был восстановлен в должности в департаменте полиции Атланты с выплатой задолженности по зарплате. Гражданская служба Атланты заключила, что ему «не было предоставлено право на справедливое рассмотрение дела».
В сентябре 2021 года семья Брукса подала иск о причинении смерти по неосторожности против города Атланты. В ноябре 2022 года обе стороны пришли к мировому соглашению на сумму 1 миллион долларов. 
В июне 2022 года Ролф и Броснан подали федеральный иск с требованием компенсации ущерба от правительства города, бывшего мэра и начальника полиции, в котором утверждали, что Брукс напал на них, у них было право применить силу, чтобы предотвратить его «неминуемое применение незаконной силы против них», а в ходе процесса были нарушены их конституционные права.
В 2024 году Ролф подал иск против полицейского профсоюза, заявив, что во время процесса был вынужден потратить 250 тысяч долларов из своего кармана, и что профсоюз не возместил эти расходы.